# Welcome Zion Tour 2013
Welcome Zion Tour es el nombre de una gira musical de la banda australiana de música cristiana Hillsong United, llevada a cabo en 2013 como promoción a su álbum  Zion.
En un principio, se contemplaba que la gira duraría solamente un año: 2013; de ahí el nombre "Welcome Zion Tour 2013", pero con el paso del tiempo se abrieron fechas para el 2014.
Con el tour la banda visitó países como Canadá, Estados Unidos, México, España, Alemania, entre otros, haciendo presentaciones en los recintos más importantes de las ciudades que visitaba, como el Reliant Arena en Houston; la Arena Ciudad de México en México y el Coliseo José Miguel Agrelot en Puerto Rico. La banda también tocó en los estadios más importantes de países asiáticos como Corea del Sur y Singapur.  

## Repertorio
1. Relentless
2. Go
3. Break Free
4. Hosanna
5. From The Inside Out/ Be Lifted High
6. Scandal Of Grace
7. Love Is War
8. Aftermath/ B.E.
9. Freedom Is Here/ Shout Unto God
10. Search My Heart
11. Mighty To Save
12. All I Need Is You
13. Nothing Like Your Love
14. Oceans
15. The Stand/ Fuego de Dios
16. With Everything
17. Your Name High
18. Alive
19. Wake
20. Take It All
21. Yours Forever

## Fechas del tour
| Norteamérica             |                  |                |                                |
| 6 de junio de 2013       | Concord          | Estados Unidos | Sleep Train Pavillion          |
| 7 de junio de 2013       | Hollywood        | Estados Unidos | Hollywood Bowl                 |
| 10 de junio de 2013      | Albuquerque      | Estados Unidos | Isleta Amphitheater            |
| 11 de junio de 2013      | Dallas           | Estados Unidos | Verizon Theatre                |
| 13 de junio de 2013      | Denver           | Estados Unidos | Red Rocks Amphitheater         |
| 15 de junio de 2013      | Oklahoma City    | Estados Unidos | Chesapeake Energy Arena        |
| 17 de junio de 2013      | Minneapolis      | Estados Unidos | Target Center                  |
| 18 de junio de 2013      | Hoffman Estates  | Estados Unidos | Seras Centre Arena             |
| 19 de junio de 2013      | Indianápolis     | Estados Unidos | Bankers Life Fieldhouse        |
| 4 de octubre de 2013     | Nueva York       | Estados Unidos | Radio City Music Hall          |
| 5 de octubre de 2013     | Nueva York       | Estados Unidos | Radio City Music Hall          |
| Latinoamérica            |                  |                |                                |
| 7 de octubre de 2013     | San Juan         | Puerto Rico    | Coliseo José Miguel Agrelot    |
| 10 de octubre de 2013    | Goiania          | Brasil         | Goiana Arena                   |
| 12 de octubre de 2013    | São Paulo        | Brasil         | Chácara do Jockey              |
| 16 de octubre de 2013    | Ciudad de México | México         | Arena Ciudad de México         |
| Norteamérica             |                  |                |                                |
| 18 de octubre de 2013    | Los Ángeles      | Estados Unidos | Nokia Theatre                  |
| 19 de octubre de 2013    | Los Ángeles      | Estados Unidos | Nokia Theatre                  |
| 12 de noviembre de 2013  | Toronto          | Canadá         | Copps Arena                    |
| 14 de noviembre de 2013  | Newark           | Estados Unidos | Prudential Center              |
| 15 de noviembre de 2013  | Boston           | Estados Unidos | Agganis Arena                  |
| 16 de noviembre de 2013  | Pittsburgh       | Estados Unidos | Consol Energy Center           |
| 18 de noviembre de 2013  | Greensboro       | Estados Unidos | GSO Coliseum                   |
| 19 de noviembre de 2013  | Greenville       | Estados Unidos | GI-Lo Center                   |
| 21 de noviembre de 2013  | Atlanta          | Estados Unidos | Gwinett Arena                  |
| 22 de noviembre de 2013  | Tampa            | Estados Unidos | Times Forum                    |
| 23 de noviembre de 2013  | Miami            | Estados Unidos | Bayfront Amphitheater          |
| 24 de noviembre de 2013  | Miami            | Estados Unidos | Bayfront Amphitheater          |
| 26 de noviembre de 2013  | Houston          | Estados Unidos | Reliant Arena                  |
| 18 de enero de 2014      | Sunrise          | Estados Unidos | BB&T Center                    |
| 19 de enero de 2014      | Sunrise          | Estados Unidos | BB&T Center                    |
| 1 de mayo de 2014        | Minneapolis      | Estados Unidos | Star Hall                      |
| Asia                     |                  |                |                                |
| 6 de junio de 2014       | Hong Kong        | Hong Kong      | Star Hall                      |
| 8 de junio de 2014       | Seúl             | Corea del Sur  | Gymnastic Stadium Olimpic Park |
| 13 de junio de 2014      | Manila           | Filipinas      | Smart Araneta Coliseum         |
| 15 de junio de 2014      | Singapur         | Singapur       | Indoor Stadium                 |
| Europa                   |                  |                |                                |
| 8 de septiembre de 2014  | Barcelona        | España         | Barcelona Forum                |
| 10 de septiembre de 2014 | Madrid           | España         | Palacio de Vista Alegre        |
| 12 de septiembre de 2014 | Stuttgart        | Alemania       | Hanns Martin                   |
| 13 de septiembre de 2014 | Oberhausen       | Alemania       | Konig Arena                    |
| 14 de septiembre de 2014 | Londres          | Reino Unido    | The O2                         |